# غاريث موراي
غاريث موراي (بالإنجليزية: Gareth Murray)‏ (23 سبتمبر 1984 في المملكة المتحدة - ) هو لاعب كرة سلة إسكتلندي في مركز هجوم صغير الجسم، شارك في دورة ألعاب الكومنولث 2018 ‏. ولعب مع غلاسكو روكز.

## وصلات خارجية
- غاريث موراي على موقع الاتحاد الدولي لكرة السلة (الإنجليزية)
- غاريث موراي على موقع كرة السلة الأوروبية.كوم (الإنجليزية)
- غاريث موراي على موقع ريلجم (الإنجليزية)
- غاريث موراي على موقع بروبوليرز (الإنجليزية)